# Isoelektrisk fokusering
Isoelektrisk fokusering är en separationsmetod som bygger på att laddade proteiner vandrar i ett medium (gel) med ett elektriskt fält, samtidigt som dess pH-värde ökar från gelens ena sida till den andra. Proteiner med skilda pI-värden kommer då att vandra tills de når den punkt där dess pI-värde blir lika med gelens pH-värde, alltså pI = pH. Där har proteinet ingen nettoladdning och slutar vandra.
Olika proteiner har olika pI och hamnar därför på olika platser i mediet.